# لويزا شولتسه
لويزا شولز (بالألمانية: Luisa Schulze) مواليد 14 سبتمبر 1990 في آلتنبورغ، هي لاعبة كرة يد ألمانية. مثلت منتخب ألمانيا لكرة اليد للسيدات.

## سجل المنافسة
شاركت في البطولات التالية:
- بطولة العالم لكرة اليد للسيدات 2011
- بطولة العالم لكرة اليد للسيدات 2015
- بطولة أوروبا لكرة اليد للسيدات 2014

## روابط خارجية
- لويزا شولز على موقع الاتحاد الأوروبي لكرة اليد (الإنجليزية)